# Fabrizio Palenzona

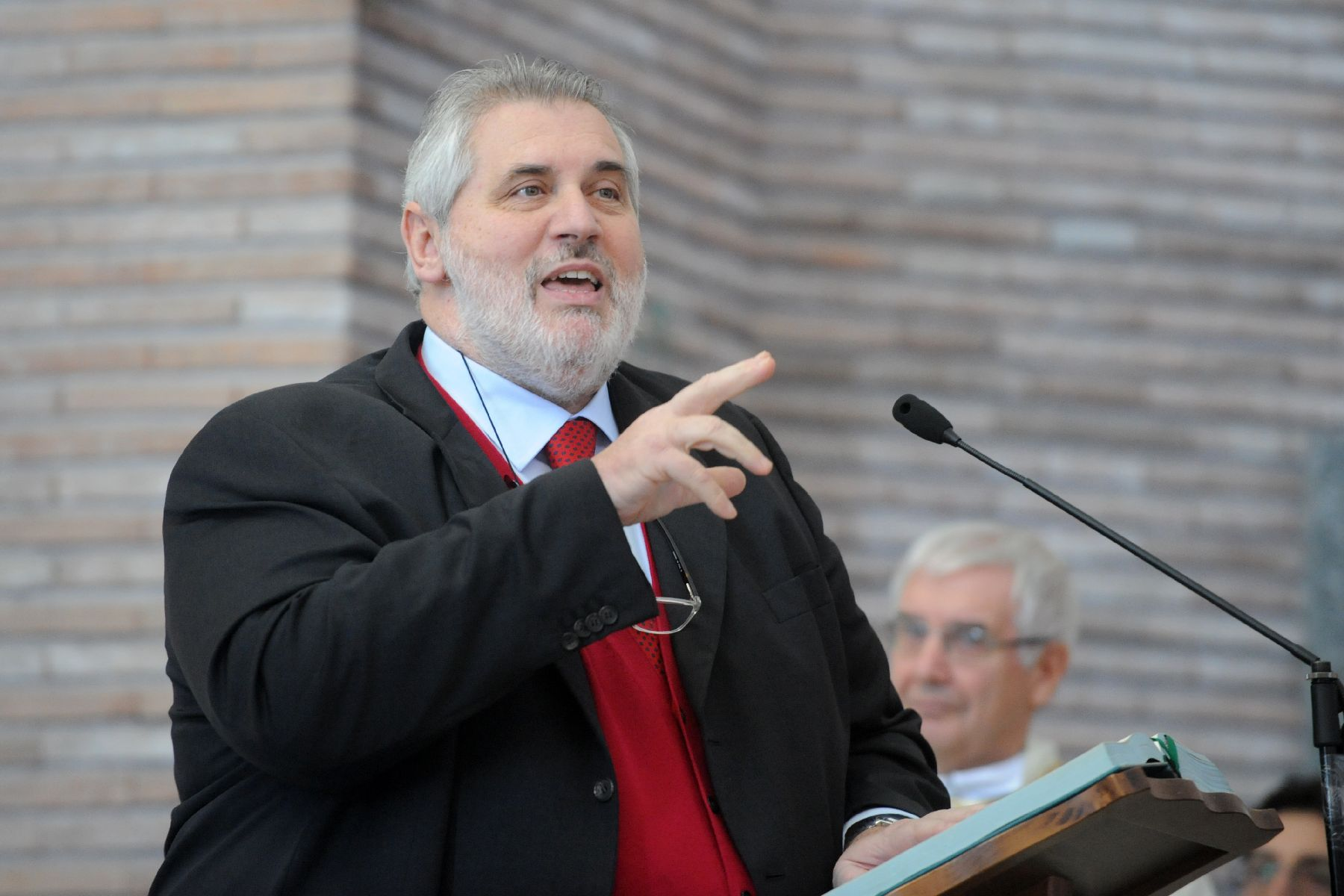
Fabrizio Palenzona

Fabrizio Palenzona (* 1. September 1953 in Novi Ligure) ist ein italienischer Manager, Bankier und Politiker, Vorsitzender von Gemina S.p.A., der Associazione Italiana Società Concessionarie Autostrade e Trafori (AISCAT), von Aeroporti di Roma (ADR), Verwaltungsrat von Mediobanca und stellvertretender Vorsitzender der Bankengruppe Unicredit.

## Biographie
Fabrizio Palenzona ist verheiratet und hat zwei Kinder.
Nach Abschluss seines Jurastudiums an der Universität Pavia begann er 1981 seine berufliche Laufbahn als Mitglied des Verwaltungsrats von Unitra carl und führte diese Position ab 1987 bei Unitra srl. fort.

Heute ist er stellvertretender Vorsitzender von Unicredit, daneben ist er Vorsitzender von Gemina, der Associazione Italiana Società Concessionarie Autostrade e Trafori, von Aeroporti di Roma, Aviva Italia und dem Verband der italienischen Flughafenbetreiber Assaeroporti. Er ist außerdem Verwaltungsratsmitglied von Mediobanca, der Associazione Bancaria Italiana (ABI) und der Fondazione Cassa di Risparmio von Alessandria.

## Politische Laufbahn
Palenzona wurde zunächst in der christlichen Arbeiterbewegung ACLI und der Democrazia Cristiana (DC) aktiv. Von 1985 bis 1995 war er Bürgermeister von Tortona, im selben Jahr wurde er Mitglied der Regierung der piemontesischen Provinz Alessandria. Nach der Auflösung der DC trat er der Partei La Margherita – Democrazia è Libertà bei. Von 1995 bis 2004 war er Präsident der Provinz Alessandria.

## Auszeichnungen
- Komtur (Commendatore) des Verdienstordens der Italienischen Republik (11. Juni 1993)[2]

- Cavaliere del Lavoro (31. Mai 2004)[3]